# Richard Dean Anderson
Richard Dean Anderson (Minneapolis, Minnesota, 23 de gener de 1950) és un actor, productor de televisió i compositor estatunidenc. Va començar a la televisió el 1976, però la popularitat li va arribar amb el paper protagonista de la sèrie MacGyver (1985–1992). Després va passar-se uns anys al cinema, fins que el 1997 va tornar a la televisió com a protagonista de diverses sèries de la saga Stargate (i alguna pel·lícula cinematogràfica també).

## Biografia

### MacGyver

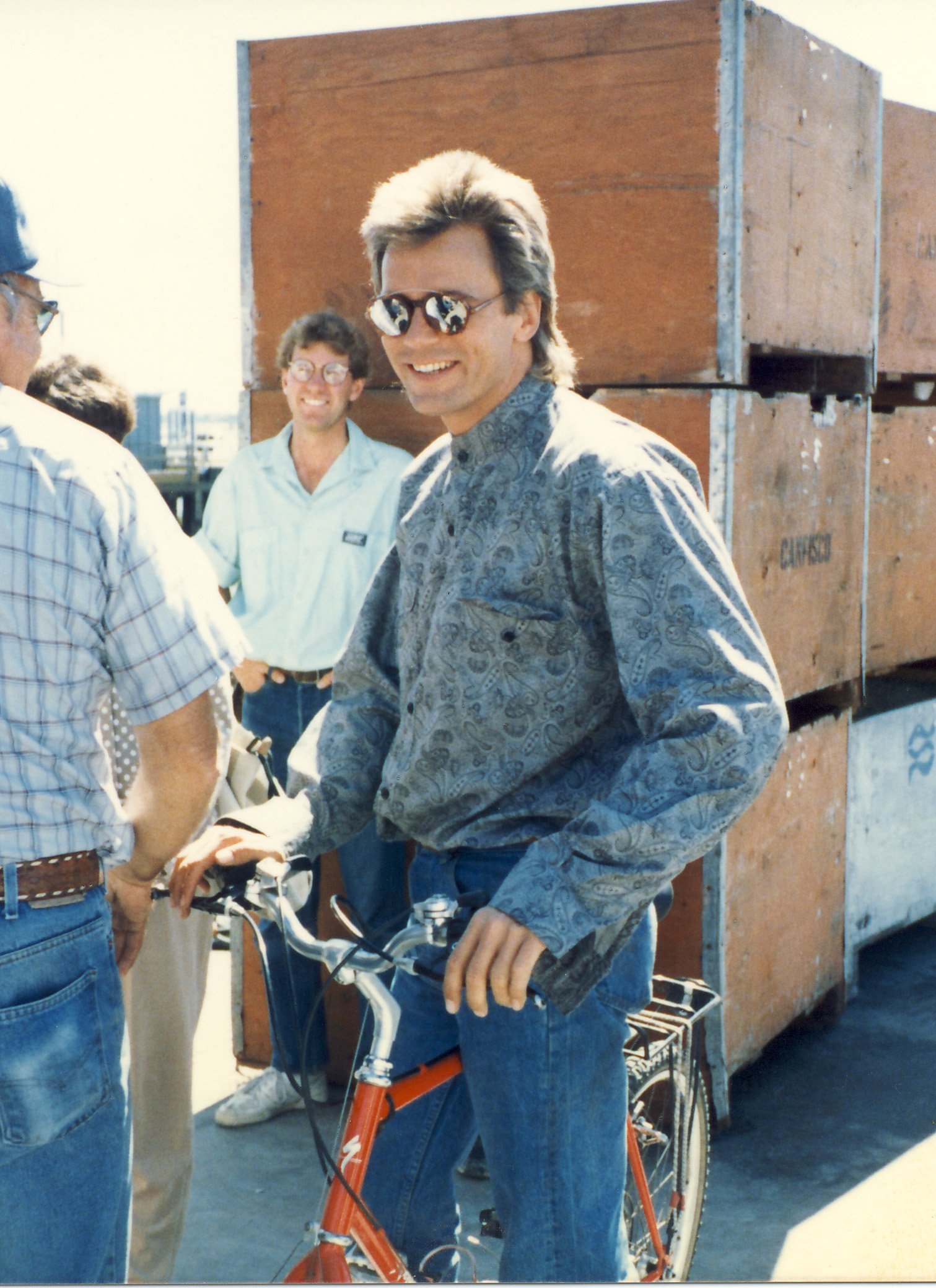
Richard Dean Anderson durant el rodatge de Macgyver, en 1985.

Richard Dean Anderson va ser qui va donar vida a l'intrèpid i aventurer MacGyver: l'agent d'intel·ligència de la "Fundació Phoenix" que sempre tractava d'ajudar els bons i acabar amb els dolents. La sèrie, que era seguida per milions de fans al voltant del món, va començar en 1985 i va durar 7 anys en antena fins a 1992. Es va emetre originalment en la cadena nord-americana ABC. Actualment els drets els posseeix la televisió CBS.
Potser una de les coses que no es podrà oblidar mai d'aquest personatge era la seva gran habilitat per improvisar qualsevol artilugi amb elements simples i d'allò més variats com xiclets, clips, encenedors, pneumàtics, trossos de fusta i la seva inseparable navalla suïssa multiusos. Cal esmentar que MacGyver va viure durant la seva infància en Mission City. Igual que Anderson en la vida real, MacGyver era un àvid jugador d'hoquei durant la seva infantesa, competint en la lliga local i mantenint aquesta passió fins a l'edat adulta.
Actualment és propietari de la productora Gekko Films, que va produir la sèrie Stargate SG-1 de la qual ell va ser protagonista.

## Filmografia

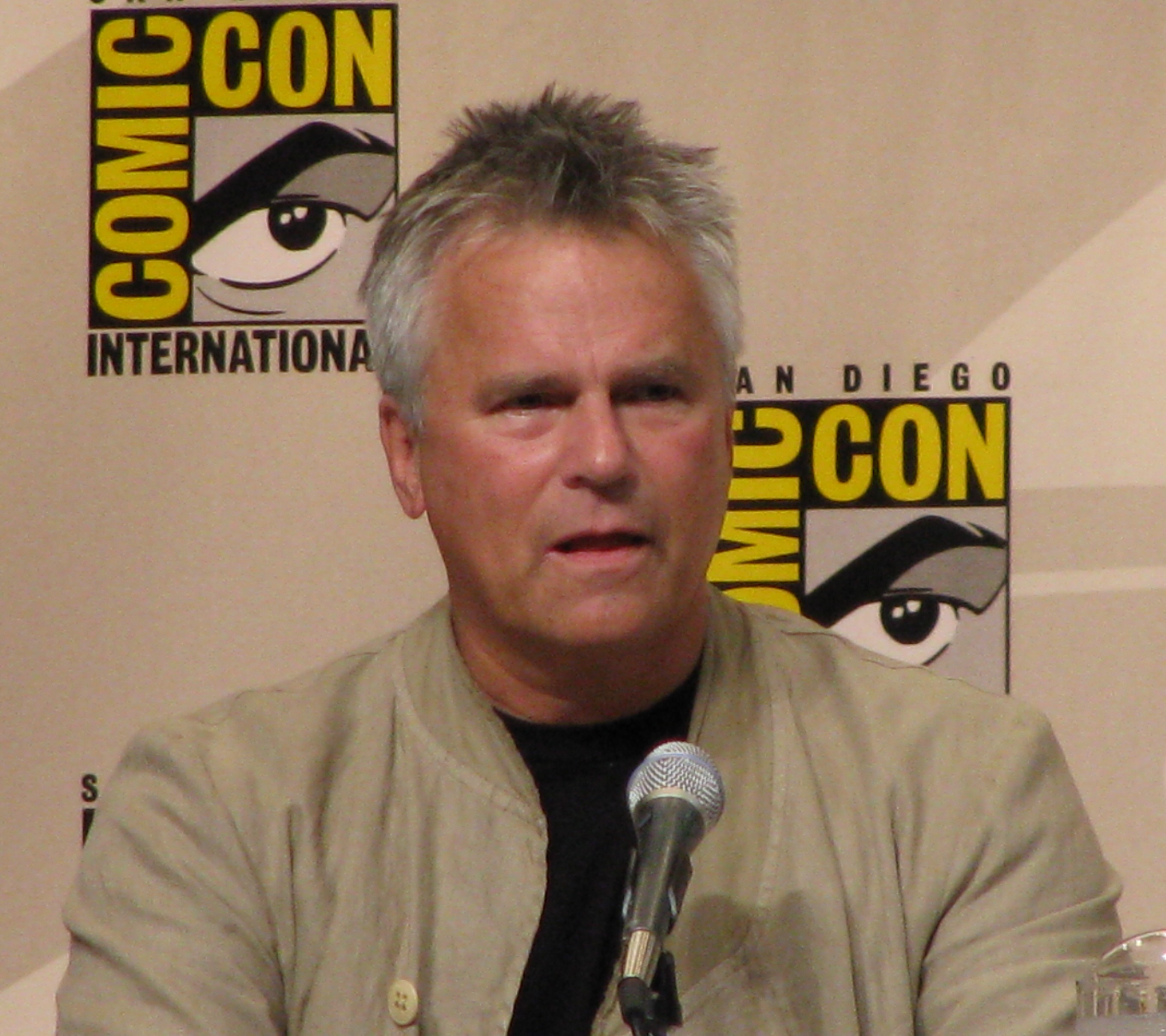
Richard Dean Anderson en 2008.

- Hospital General (sèrie) - Dr. Jeff Webber (1976 - 1981)
- Young Doctors in Love - Venedor de droga (1982)
- Seven Brides for Seven Brothers (sèrie) - Adam McFaden (1982)
- Emerald Point N.A.S. (sèrie) - Tinent Simon Adams (1983)
- MacGyver (sèrie) - Angus MacGyver (1985 - 1992)
- Ordinary Heroes - Tony Kaiser (1986)
- Odd Jobs - Spud (1986)
- In the Eyes of a Stranger (tv-film) - Jack Rourke (1992)
- In the Eyes of a Killer (tv-film) - Ray Bellano (1992)
- MacGyver i el Tresor Perdut de la Atlántida (tv-film) - Angus MacGyver (1994)
- Beyond Betrayal (tv-film) - Bradley Matthews (1994)
- MacGyver cap al Dia del Judici Final (tv-film) - Angus MacGyver (1994)
- Legend (sèrie) - Ernest Pratt/Nicodemus Legend (1995)
- Past the Bleachers (tv-film) - Bill Parish (1995)
- Pandora's Clock (tv-film) - Capità James Holland (1996)
- Stargate SG-1 (sèrie) - Coronel/General Jack O'Neill (1997 - 2005)
- Firehouse (tv-film) - Tinent Michael Brooks (1997)
- Stargate Atlantis (sèrie; diversos episodis) - General Jack O'Neill (2004)
- Stargate: Continuum (segona pel·lícula de la sèrie) - General Jack O'Neill (2008)
- Stargate Universe (sèrie; diversos episodis) - General Jack O'Neill (2009)

## En la cultura popular
- En la sèrie Els Simpson, en el capítol Adéu a l'Índia, apareix Richard Dean Anderson com ell mateix. Les germanes de Marge Simpson, Selma Bouvier i Patty Bouvier estan enamorades del personatge MacGyver, interpretat per Dean Anderson. Desil·lusionades i molestes amb aquest últim, acaben segrestant-lo.
- En el videojoc Fallout publicat en 1997 per l'empresa Interplay, Richard fa la veu del Xèrif Killian Darkwater del poble de Junktown.